# Burgraviato di Norimberga

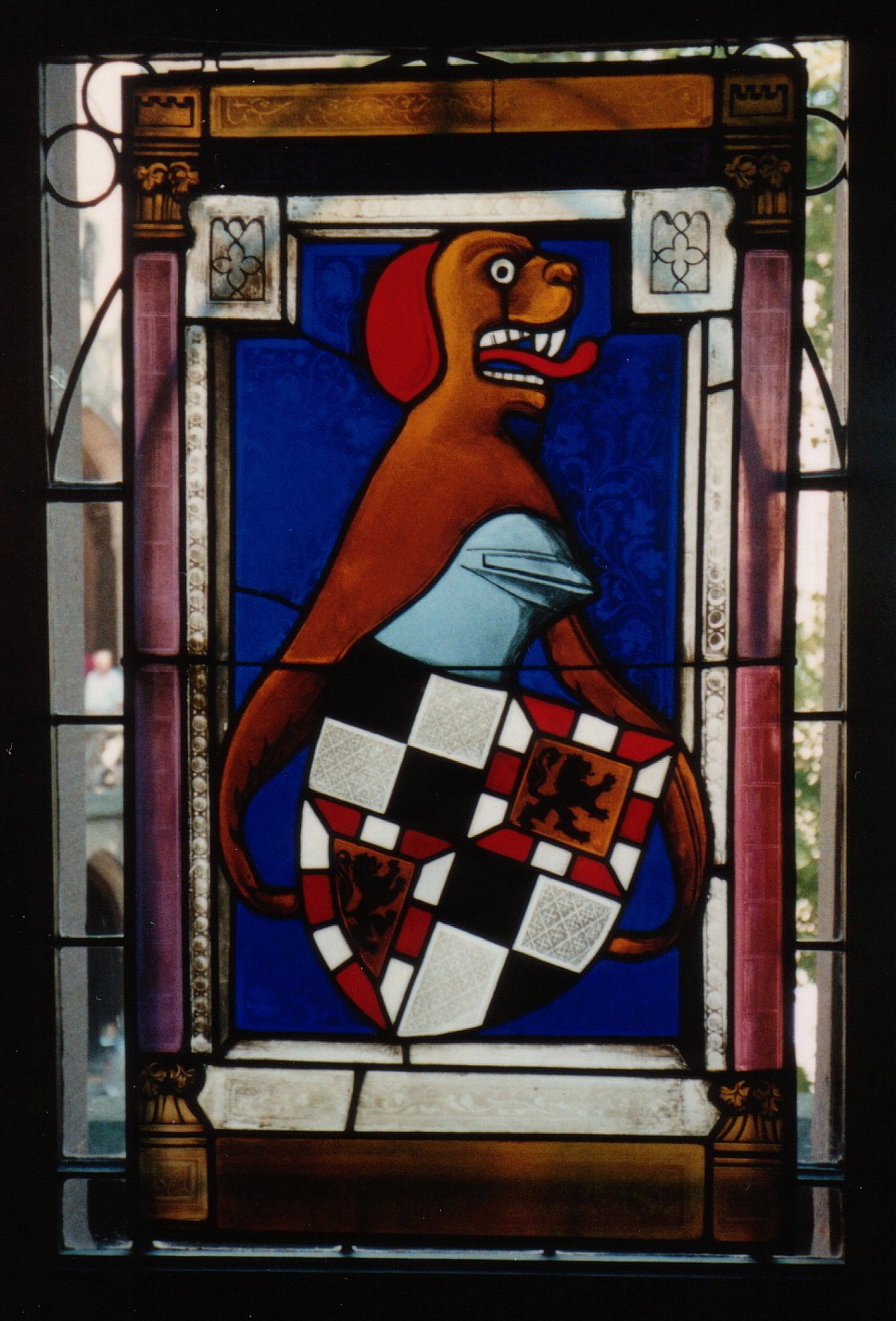
Stemma della casata degli Hohenzollern come burgravi di Norimberga in una vetrata istoriata del castello di Hohenzollern

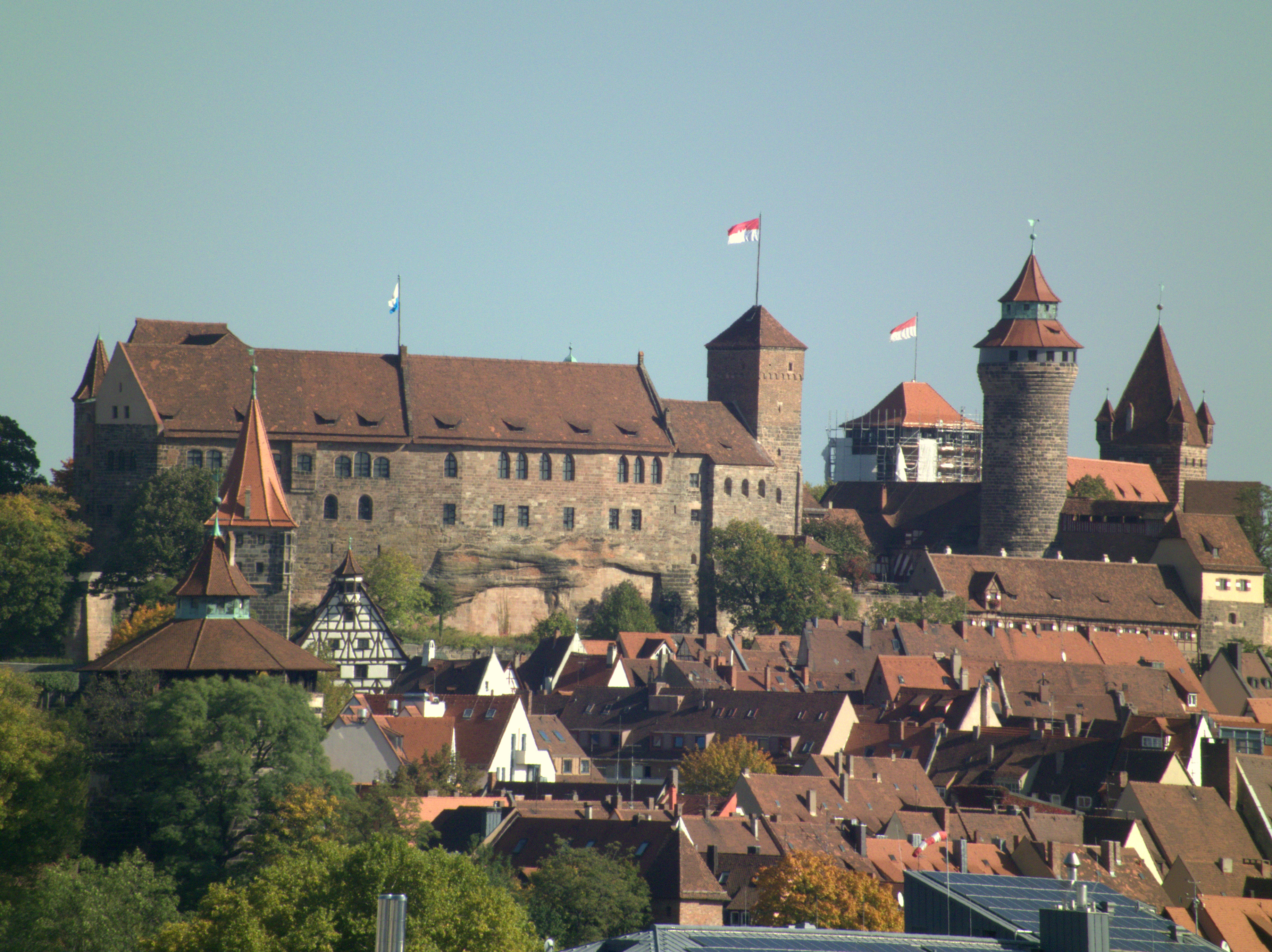
Il castello di Norimberga

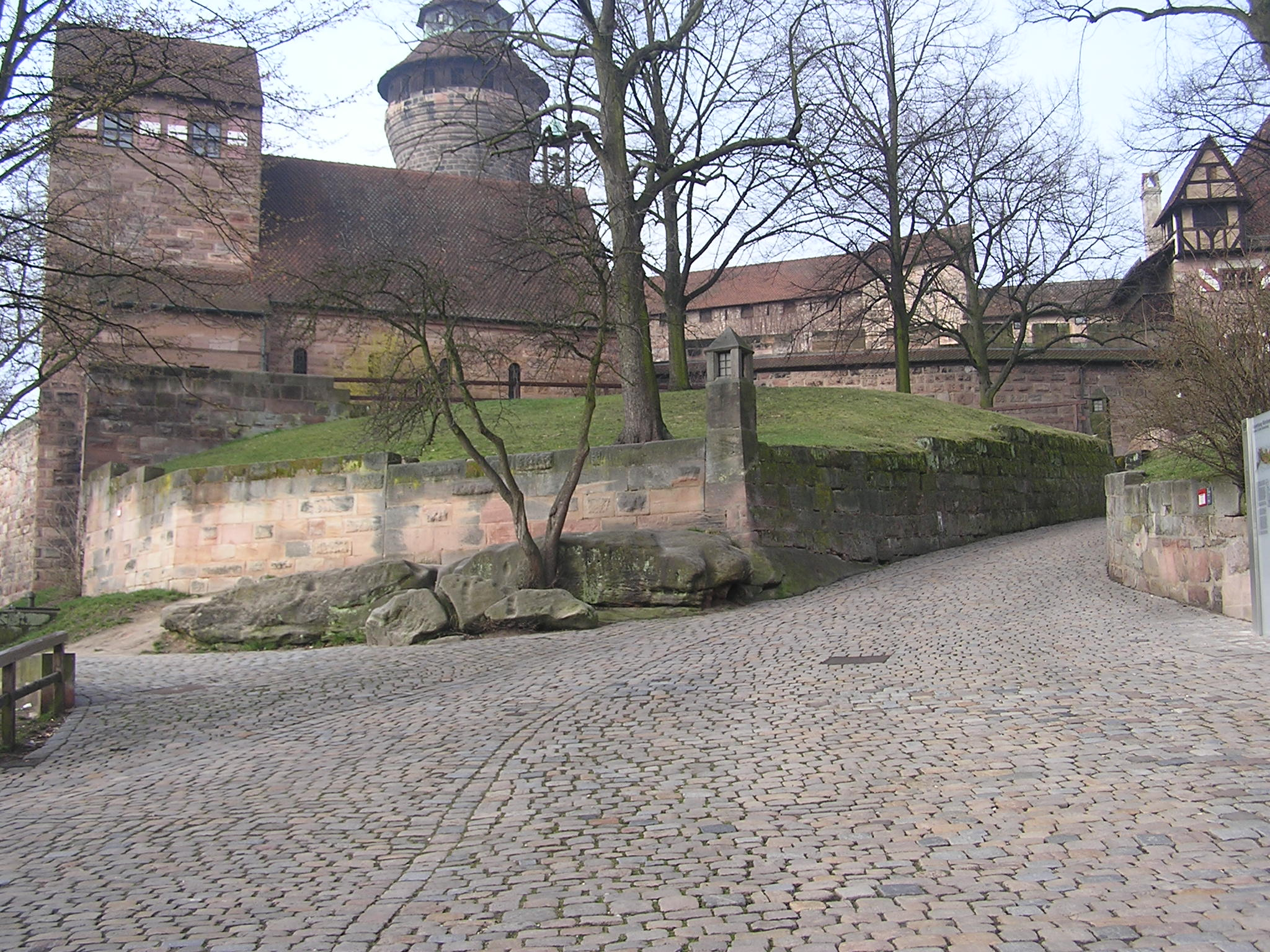
Il castello del burgravio

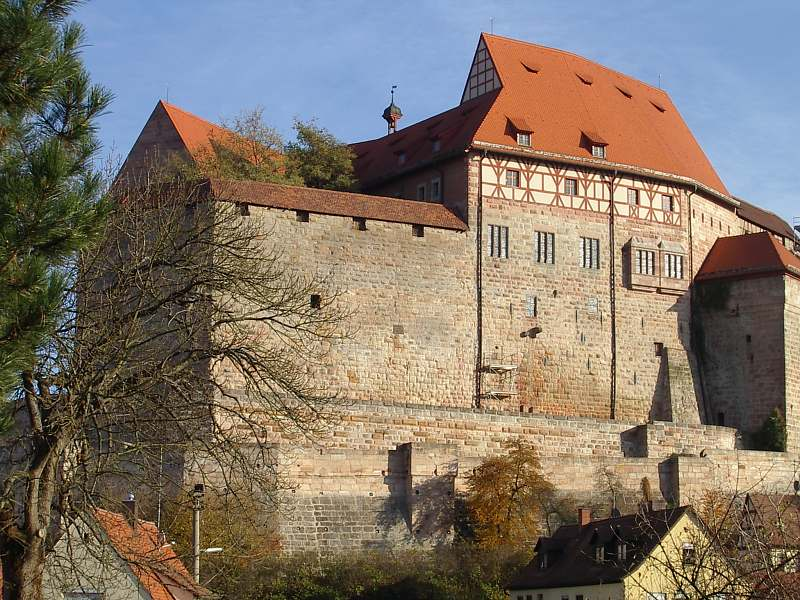
Il castello di Cadolzburg (dal 1260 sede dei burgravi)

Il burgraviato di Norimberga (in tedesco: Burggrafschaft Nürnberg) fu uno stato dell'area della Germania dal 1105 al 1440. La capitale era a Norimberga.

## Storia
La storia di Norimberga risale nella sua moderna fondazione all'XI secolo in quanto la sua prima menzione documentale risale al 1050, nel territorio chiave posto tra quello dei Franchi orientali e la marca del Nordgau bavarese. Dal 1050 al 1571, la città si espanse e crebbe notevolmente d'importanza in ambito commerciale trovandosi sulle principali rotte di scambio europee. Re Corrado III di Germania stabilì quindi la fondazione di un burgraviato presso la città di Norimberga e nei territori ad essa circostanti. I primi burgravi titolari furono della famiglia austriaca dei Raabs ma, con l'estinzione di questi nel 1190, il burgraviato venne ereditato dal genero dell'ultimo burgravio, appartenente alla casata degli Hohenzollern.
Dalla fine del XII secolo e sino all'Interregno (1254–73), ad ogni modo, il potere dei burgravi locali diminuì sempre più dal momento che gli imperatori della dinastia degli Hohenstaufen trasferirono gran parte dei loro poteri non militari ad un castellano che curava l'amministrazione civile del territorio ed i tribunali locali oltre ad istituire la carica di Reichsschultheiß (sindaco cittadino) dal'1173/74. Questo castellano aveva non solo un potere amministrativo, ma poteva anche gestire le tasse dell'area ed aveva il privilegio di gestire lo sfruttamento delle foreste imperiali locali, tutelando chiese e monasteri e persino il principato vescovile di Bamberga. Tra la fine del XIV e l'inizio del XV secolo, tali privilegi vennero trasferiti definitivamente alla città di Norimberga che divenne quindi ancora più rilevante. Le relazioni tra i burgravi ed i castellani esplosero infine in aperta inimicizia.

## Elenco dei burgravi

### Casata dei Raabs
- 1105 – c. 1137 Goffredo II di Raabs (governò sino al 1137 circa)
- c. 1137 – c. 1143 Corrado I (c. 1100 – c. 1143)
- c. 1143 – c. 1160 Goffredo III (governò sino al 1160 circa)
- c. 1160–1191/92 Corrado II (c. 1125/30 – 1191/92, morto senza eredi maschi)

### Casata degli Hohenzollern
- 1192–1200/1204 Federico I (1139–1200/1204), originariamente Federico III, conte di Zollern, sposò Sofia, figlia di Corrado II, ereditando il burgraviato.
- 1204–1218 Federico II (1188–1255, figlio minore di Federico I)
- 1218–1261/1262 Corrado I der Fromme (c. 1186–1261/2, figlio primogenito di Federico I e fratello di Federico II). Conte di Zollern come Corrado III
- 1262–1297 Federico III der Erber (c. 1218–1297, figlio di Corrado I)
- 1297–1300 Giovanni I (c. 1279–1300, figlio primogenito di Federico III). Governò col fratello Federico IV.
- 1297–1332 Federico IV (1287–1332, figlio minore di Federico III e fratello di Giovanni I). Governò da solo il burgraviato dalla morte di suo fratello.
- 1332–1357 Giovanni II der Erwerber (1309–1357, figlio di Federico IV)
- 1357–1397 Federico V (1333–1397, figlio di Giovanni II)
- 1397–1420 Giovanni III (1369–1420, figlio di Federico V). Anche margravio di Brandeburgo-Kulmbach dal 1398.
- 1398–1427 Federico VI (1371–1440, figlio di Federico V). Come Federico I, fu anche margravio di Brandeburgo-Ansbach dal 1398, elettore di Brandeburgo dal 1415, margravio di Brandeburgo dal 1417 e margravio di Brandeburgo-Kulmbach dal 1420.